# Liste der Bodendenkmäler in Deuerling
Auf dieser Seite sind die Bodendenkmäler in der Oberpfälzer Gemeinde Deuerling zusammengestellt. Diese Tabelle ist eine Teilliste der Liste der Bodendenkmäler in Bayern. Grundlage ist die Bayerische Denkmalliste, die auf Basis des Bayerischen Denkmalschutzgesetzes vom 1. Oktober 1973 erstmals erstellt wurde und seither durch das Bayerische Landesamt für Denkmalpflege geführt wird. Die folgenden Angaben ersetzen nicht die rechtsverbindliche Auskunft der Denkmalschutzbehörde.

## Bodendenkmäler in Deuerling
| Lage                      | Objekt | Akten-Nr.     | Bild           |
| ------------------------- | --- | ------------- | -------------- |
| (Standort)                | Frühneuzeitliche Gefäßdeponierungen (Nachgeburtsdeponierungen) an der Bachmühlbachquelle. | D-3-6937-0001 |                |
| (Standort)                | Bestattungsplatz des Frühmittelalters. | D-3-6937-0115 |                |
| (Standort)                | Endpaläolithische und mesolithische Freilandstation, vorgeschichtliche Siedlung, mittelalterlicher Burgstall Egelsburg.                                                                             | D-3-6937-0116 |                |
| (Standort)                | Mittelalterlicher Burgstall. | D-3-6937-0118 |                |
| (Standort)                | Mittelalterliche und frühneuzeitliche Wüstung Weihenstetten (Burgstall Weihenstefen). | D-3-6937-0119 | weitere Bilder |
| Martinssteig 8 (Standort) | Archäologische Befunde und Funde im Bereich der katholischen Kirche St. Martin in Deuerling, darunter die Spuren von Vorgängerbauten bzw. älteren Bauphasen, mit zugehörigem Friedhof und Pfarrhof. | D-3-6937-0184 | weitere Bilder |
| (Standort)                | Mesolithische Freilandstation, vorgeschichtliche Siedlung. | D-3-6937-0251 |                |
| (Standort)                | Vorgeschichtliche Siedlung. | D-3-6937-0252 |                |